# Collectanea Botanica (revista)
Collectanea Botanica  es una revista internacional, en línea y gratuita editada por el Instituto Botánico de Barcelona y el Ayuntamiento de Barcelona. Se publica anualmente y es distribuida por el CSIC bajo los términos de una licencia de uso y distribución Creative Commons Attribution (CC-by) España 3.0.
La revista acoge los artículos originales, trabajos de revisión, notas breves y correspondencia sobre cualquier aspecto de la diversidad y sistemática vegetal y fúngica. Acepta publicaciones en inglés, español y catalán sobre los siguientes temas: biogeografía, bioinformática, biología reproductiva, citogenética, conservación, demografía, ecofisiología, evolución, filogenia, filogeografía, florística, genética de poblaciones, morfología funcional, nomenclatura, paleoecología, relaciones planta-animal y taxonomía.

## Historia
Considerada órgano del Instituto Botánico de Barcelona, se ha enfocado en la flora de los países mediterráneos. Fue fundada en 1946 por Antoni de Bòlos i Vayreda, director del IBB en aquel momento.
Al principio, la publicación eran en papel y con una frecuencia irregular. A partir del 2008, la revista pasa a tener una periodicidad anual. Desde el año 2012, la revista aparece indexada en Scopus/Elsevier y, desde 2014, pasa a ser una revista en línea únicamente.

## Funcionamiento

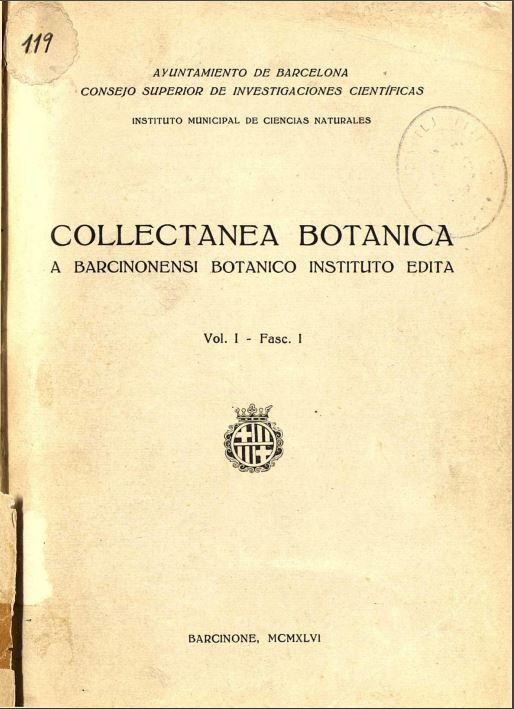
Collectanea Botanica (1946)

Collectanea Botanica sigue la metodología peer review (revisión por pares), es decir, antes de publicarse un artículo, éste es revisado por un mínimo de dos investigadores externos y anónimos. No hay que pagar para publicar en la revista, no tiene límite de páginas y no hay recargos por ilustraciones en color. 

## Publicaciones especiales
Collectanea botánica ha publicado diversos volúmenes monográficos, es decir, publicaciones dedicadas a una región o tema específico.  
- Ecology, evolution, and conservation of plants in China (vol. 34, 2015)[10]
- Flora de Cuba (vol. 24, 1998)[11]
- Current Research in the taxonomy of genus Euphorbia L. s.l. (Euphorbiaceae) (vol. 21, 1992)[12]
- Current research on the tribe Delphineae Warming (Ranunculaceae) (vol. 19, 1990)[13]
- IV Simposi de Botànica Criptogàmica (vol. 13, 1982)[14]